# Hypagophytum abyssinicum
Hypagophytum abyssinicum ist die einzige Pflanzenart der monotypischen Gattung Hypagophytum in der Familie der Dickblattgewächse (Crassulaceae). Der botanische Name der Gattung leitet sich von den griechischen Worten „hypagein“ für täuschen, in die Irre führen und „phyton“ für Pflanze ab. Er verweist auf die irrtümliche Klassifikation der Art als Sempervivum.

## Beschreibung
Hypagophytum abyssinicum ist eine niedrige bleibende, ausdauernde krautige Pflanze deren Wurzeln eine Knolle oder ein knolliges Rhizom bilden. Sie bildet ein oder mehrere Triebe von bis zu 26 Zentimeter Länge. Laubblätter sind in Wirteln zu je drei Blättern angeordnet. Die verkehrt eiförmigen Blätter sind 1 bis 3,5 Zentimeter lang und 0,8 bis 2,5 Zentimeter breit, sie sind sitzend oder besitzen eine stielartige Basis. In der Nähe des Blattrandes befinden sich mehrere Hydathoden.
Der endständige Blütenstand besteht meist aus drei Zweigen von bis zu 5 Zentimetern Länge, an denen sich die endständigen Blüten befinden. Ihr Blütenstiel ist bis zu 1,7 Zentimeter lang. Die Blüten sind 10- bis 12-zählig und haplostemon. Ihre Kelchblätter sind an ihrer Basis auf der Hälfte miteinander verwachsen, die Kelchzipfel sind lanzettlich und 1,5 bis 2,5 Millimeter lang und 0,5 bis 1 Millimeter breit. Die (fast) freien, weißen und manchmal schwach rosafarben überhauchten Kronblätter sind sternförmig ausgebreitet. Sie werden 5,5 bis 6,5 Millimeter lang (selten 12 Millimeter) und 1,3 bis 1,5 Millimeter breit. Die Staubfäden sind in etwa so lang wie die Kronblätter. Die kleinen Nektarschüppchen sind kreisförmig. Die freien Fruchtblätter sind seitlich zusammengedrückt und deutlich in zwei Teile unterscheidbar. Der obere Teil ist borstig-papillös und an der Bauchnaht mehr oder weniger bewimpert.
Die Früchte sind zweisamige Balgfrüchte, die an einer Einschnürung quer auseinanderbrechen. Die Samen sind dunkelbraun, zylindrisch-eiförmig und undeutlich längs gerippt.

## Systematik und Verbreitung
Hypagophytum abyssinicum ist im Norden Äthiopiens verbreitet und wächst im Hochland auf steilen Felsflächen in Höhenlagen von 2250 bis 3500 Metern. Die einzige Art der Gattung wurde unter dem Namen Sempervivum abyssinicum erstbeschrieben. Alwin Berger stellte für die Art die neue Gattung Hypagophytum auf.
Ein weiteres Synonym ist Sedum abyssinicum (A. Rich.) Raym.-Hamet.

## Nachweise